# Mario Miscali
Mario Miscali (Alessandria, 28 aprile 1954) è un giurista, avvocato e dirigente d'azienda italiano.

## Biografia
Si laurea nel 1977 con il massimo dei voti. Da allora coniuga l'attività di studioso con l'insegnamento universitario e l'impegno professionale.
Ha ricoperto rilevanti incarichi in primarie istituzioni italiane nei settori bancario (ABI - Associazione Bancaria Italiana), assicurativo (INA Assitalia), credito al consumo, (AGOS), asset management (CAAM) e non profit (Fondazione Cariplo).
È autore di saggi in materia di finanza e di studi monografici di fiscalità; ha inoltre collaborato alla redazione di diverse voci della Enciclopedia Treccani e del Digesto Quarta Edizione.